# Elaemima viridis
Elaemima viridis là một loài bướm đêm trong họ Noctuidae.